# 恩賞方
恩賞方（おんしょうがた）とは、建武政府及び室町幕府に設置された恩賞業務を取り扱った部局。

## 建武政府の恩賞方
元弘3年（1333年）に鎌倉幕府を滅ぼした後醍醐天皇が、恩賞業務の審議・調査のために設置した。その正確な時期や、初期の制度は不明だが、7月19日に新田氏庶流（ただし派閥は新田氏ではなく足利氏）の岩松経家に対し北条泰家ら旧幕府の幹部の遺領が配布されているため（『集古文書』）、7月中には恩賞方が設置されていたと考えられる。
翌建武元年（1334年）5月18日、全国を4地域に分けてそれぞれに頭人を任命する四番制を導入、
- 吉田定房（東海道・東山道）
- 九条光経（北陸道）
- 万里小路藤房（畿内・山陽道・山陰道）
- 四条隆資（南海道・西海道）

を頭人に任命、楠木正成や名和長年を寄人に任じた。彼らは雑訴決断所の頭人や寄人を兼務していたため、両者の連携が期待された。また、伊賀兼光ら旧幕府の法曹官僚から恩賞方に加わる者もいた。

## 室町幕府の恩賞方
建武3年（延元元年/1336年）、建武政府を倒した足利尊氏は直ちに後の室町幕府となる新政府の樹立を図り、足利宗家の家宰である執事高師直を頭人とする恩賞方（恩沢方（おんたくがた）とも）を設置した。尊氏は建武政府の恩賞方の失敗に学んで引き続き最終決定権は尊氏の親裁としたものの、恩賞方は恩賞の申請受理・恩賞地の選定・恩賞替地の沙汰（恩賞地が他者の所領であった場合の新旧領主間の裁判）・恩賞下文の紛失安堵などの広範な業務を任された。
尊氏は幕府成立後は民政のみならず軍権の一部まで弟の足利直義に譲って、半ば象徴的存在にもなっていたが、恩賞方の業務のみは自らが把握して親裁を行い、必要があれば審議にも参加した。これを「御恩沙汰（ごおんさた）」と呼んだ。皮肉にも観応の擾乱によって尊氏と直義が対立して直義とこれを支持する幕府官僚の多くが離反した時、室町幕府の機構の多くが機能停止に陥ったが、恩賞方のみは尊氏派の官僚がそのまま残留したためにこれを免れたのである。
幕府組織の再建を主導した後の2代将軍足利義詮は恩賞方を拠点として再建を図り、後にここで御前沙汰と呼ばれる会議を主宰した。後に御前沙汰は義詮の後継者である足利義満によって恩賞以外の重要事項も審議するとともに、将軍の個人的な人選によって選ばれた重臣・側近による事実上の最高諮問機関へと変化していく。特に恩賞方などで事務を担当していた法曹官僚である奉行人が次第に奉行衆（右筆方）として幕政に深く関わってくると、本来恩賞方の下級官僚でしかない彼らが将軍の意向で御前沙汰の一員に加えられて恩賞方衆と呼ばれるようになる。
さらに足利義教になると、御前沙汰そのものが恩賞方から離れて幕府中枢に置かれるようになり、恩賞方衆も「御前沙汰衆・御前奉行人」などと呼ばれるのが一般的となる。また、恩賞方も実際には御前沙汰のための事務機関となり、御前沙汰衆の予備軍とも言える奉行人達が詰める様になった。
このため、別個に奉行衆の中から「別奉行」として恩賞奉行あるいは御恩奉行などが任命されて恩賞業務を置いたと推定されているが、詳細は不明である。